# Cambridge Bay
Cambridge Bay, (en Inuinnaqtun: Iqaluktuuttiaq en sil·labic: ᐃᖃᓗᒃᑑᑦᑎᐊᖅ; és un assentament a Nunavut, Canadà amb 1.447 habitants (cens de 2006); la població urbana era de 1.147 habitants va rebre el nom en honor del Príncep Adolphus, Duc de Cambridge. El nom tradicional inuit Iqaluktuuttiaq significa "lloc amb bona pesca". És el centre administratiu de la regió de Kitikmeot.
Cambridge Bay és a la ruta del pas del nord-oest per travessar l'oceà Àrtic,
La zona és un lloc de caça i pesca tradicional, també amb jaciments arqueològics. S'hi troba el caribú, bou mesquer, foques anellades i altres animals.

## Història

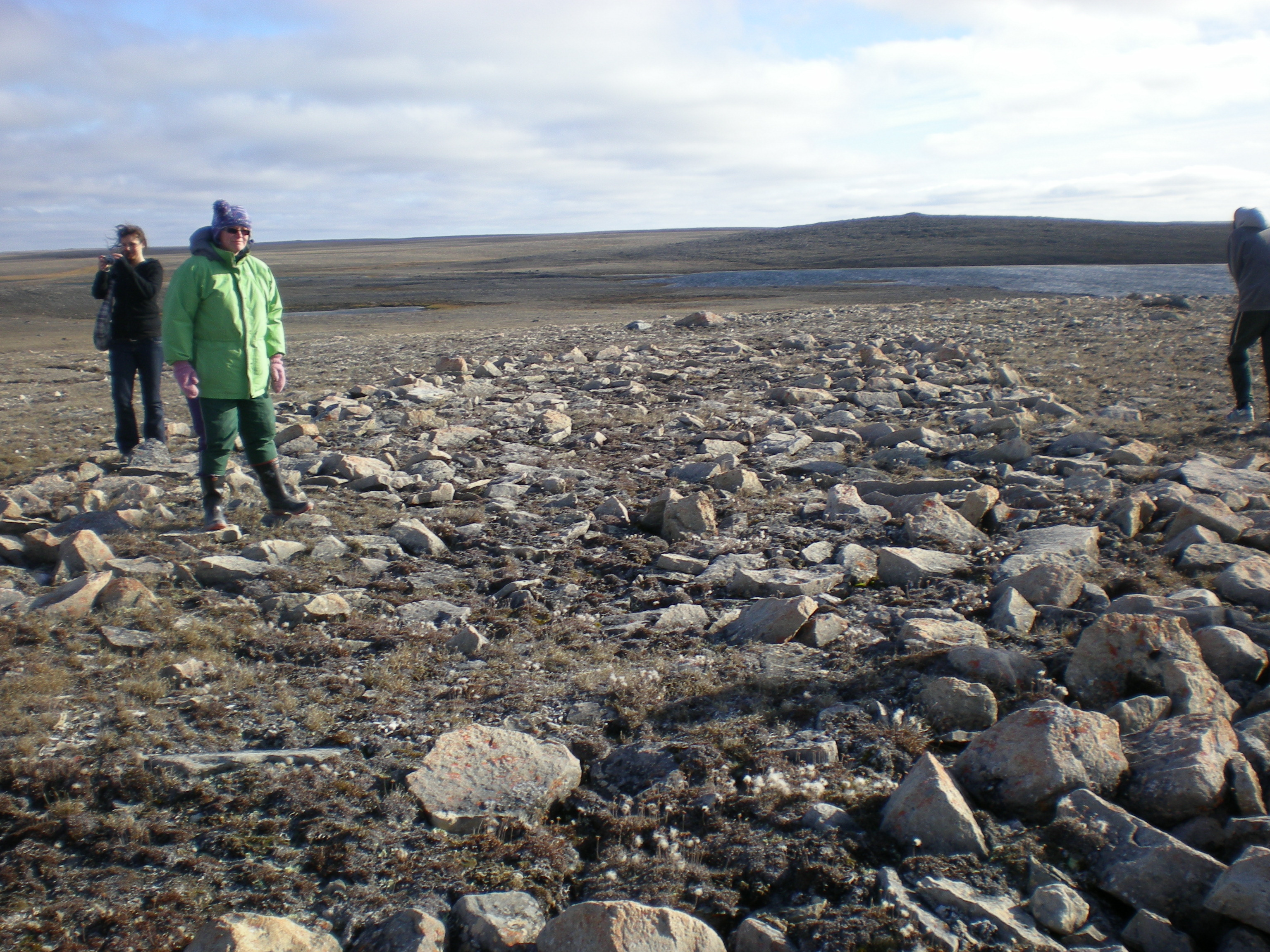
Restes d'una casa de pedra de la cultura Dorset prop de Cambridge Bay.

El primers pobladors eren anteriors a la cultura Dorset cap a 1800 aC i eren caçadors de foques i caribús. El següent grup pertanyien a la cultura Paleo-esquimal de la cultura Dorset arribats cap al 500 de la nostra era pescaven van ser els primers a pescar la truita àrtica
. Els darrers paleoesquimals van aparèixer cap a l'any 800 i s'anomenen Tuniit, que eren més alts i forts que els inuit.
Els següents en arribar van ser de la cultura de Thule, avantpassats dels moderns inuit que arribaren cap al 1250 des d'Alaska.
Fa uns 500 anys van aparèixer els moderns inuit feien inukhuk i construïen igluit.
Cambridge Bay també era un lloc de la Royal Canadian Mounted Police (RCMP) i la Hudson's Bay Company a partir de 1920. El 1947 s'hi va construir una torre LORAN.

## Clima
Cambridge Bay té un clima polar, el mes més fred és gener amb -32,8 °C i una mínima absoluta de -52,8 °C i el més càlid és juliol amb +8,4 °C i una màxima absoluta de 28,9. La pluviometria anual és de 138,8. Presenta permagel i els edifics han d'adaptar-se al desglaç estacional d'una part del sòl.